# Blues and Roots
Blues and Roots es un álbum de Charles Mingus grabado el 4 de febrero de 1959, en los Atlantic Studios de Nueva York, producido por Nesuhi Ertegün, y editado en 1960 por Atlantic Records. Es uno de los trabajos más conocidos de este compositor.

## Intérpretes
- Charles mingus, bajo.

- Jackie McLean y John Handy, saxo alto.

- Booker Ervin, saxo tenor.

- George "Pepper" Adams, saxo barítono.

- Jimmy Knepper y Willie Dennis, trombón.

- Horace Parlan y Mal Waldron, piano.

- Dannie Richmond, batería.

## Lista de canciones
1- Wednesday night prayer meeting (5:39)
2- Cryin' blues (4:58)
3- Moanin' (7:57)
4- Tensions (6:27)
5- My Jelly Roll soul (6:47)
6- E's flat ah's flat too (6:37)
- Datos: Q886045